# Thomas Howard, IV duca di Norfolk
Thomas Howard, IV duca di Norfolk (Kenninghall, 10 marzo 1536 – Tower Hill, 2 giugno 1572), è stato un nobile inglese di fede cattolica che cospirò contro Elisabetta I per sposare la di lei cugina Maria Stuarda.
Norfolk era imparentato con la regina Elisabetta d'Inghilterra attraverso la famiglia di sua madre e fu ritenuto degno di fiducia con una carica pubblica nonostante la storia della sua famiglia e, benché avesse pubblicamente sostenuto di essere protestante, supportò la fede cattolica, che condivideva intimamente.

## Biografia

### Infanzia
Howard era il figlio del poeta Henry Howard, conte di Surrey, quand'era bambino fu istruito da John Foxe, il martirologista protestante, che rimase per tutta la vita il ricevente del patrocinio di Howard. Suo padre morì prematuramente prima di lui e così Thomas ricevette in eredità il ducato di Norfolk nel 1554 alla morte di suo nonno, il terzo Duca di Norfolk.

### Primo matrimonio
La prima moglie di Thomas Howard fu Mary FitzAlan, la quale dopo la morte del fratello Henry nel 1556 divenne l'erede della tenuta di Arundel in quanto figlia di Henry FitzAlan, XIX conte di Arundel. Morì dopo un anno di matrimonio dando alla luce l'unico figlio.
Fu tramite questo matrimonio che Howard assunse il nome FitzAlan-Howard e prese residenza ad Arundel. Benché vi sia la sua effigie funebre, Mary FitzAlan non fu sepolta a Framlingham, ma nella chiesa di St. Clement Danes e in seguito, sotto la supervisione di suo nipote, ad Arundel.

### Secondo matrimonio
Rimasto vedovo, Thomas sposò un'altra ereditiera, Margaret, figlia di Thomas Audley, I barone Audley di Walden, ma anche lei morì giovane. Anche Margaret, come Mary FitzAlan, ha la sua effigie funebre nella chiesa di San Michele Arcangelo a Framlingham.

### Terzo matrimonio
Dopo la morte di Margaret, Thomas si risposò con Elizabeth Leyburne, vedova di Thomas Dacre, IV barone Dacre di Gillesland. Norfolk realizzò dei notevoli accordi matrimoniali facendo sposare le tre figlie di Elizabeth ai suoi tre figli.

### Tentato matrimonio con Maria Stuarda e condanna a morte

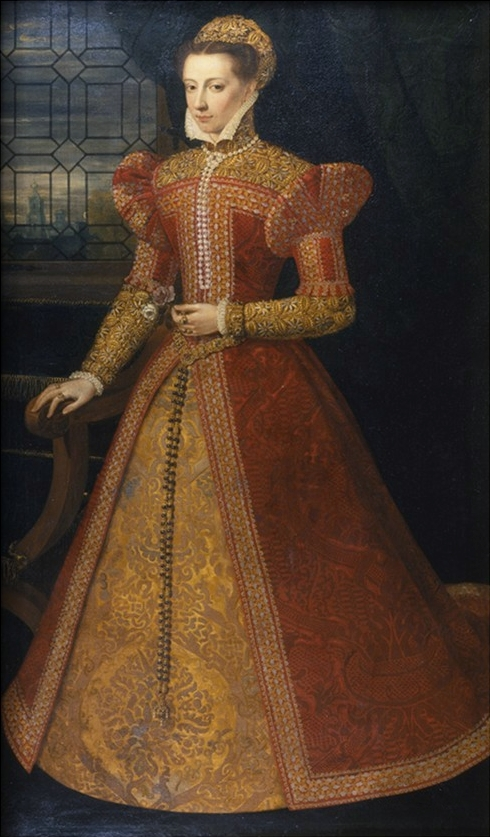
Maria Stuarda durante la prigionia

Quando Maria Stuarda, la regina di Scozia dalla leggendaria bellezza, prigioniera di Elisabetta I, fu trasferita nel maggio del 1569 a Chatswoth, il Duca di Norfolk iniziò con lei una relazione platonica attraverso lo scambio di lettere d'amore. All'epoca dei fatti lei aveva circa ventisette anni, lui trentatré. In alcune lettere Maria scrisse a Norfolk queste righe: «Mio Norfolk, mi pregate di comandarvi, e ciò sarebbe in molti modi oltre il mio dovere, tuttavia io vi pregherò di una cosa, che non mi consigliate di prendere con pazienza i miei grandi dolori» oppure, «Confido che nessuno dirà che io tenti mai di lasciarvi, né di fare alcunché che possa spiacervi, perché ho deciso di non offendervi mai, ma di rimanere vostra. Io penso che tutto debba esservi concesso per il vostro comportamento amichevole per me, affatto immeritato».
Maria gli inviò anche un cuscino da lei stessa ricamato con il motto Virescit vulnere virtus e lo stemma di Scozia; Norfolk ricambiò la cortesia facendole pervenire un bel diamante che ella in una lettera giurò di portare segretamente appeso al collo «finché io lo possa di nuovo dare al padrone suo e mio». Maria d'altro canto, poteva sperare di essere liberata una volta maritata a Norfolk, il quale avrebbe raggiunto una posizione sociale più alta sposando una regina consacrata, nonché cugina in secondo grado di Elisabetta. I due erano convinti che il matrimonio sarebbe stato ben visto dalla Regina d'Inghilterra ma, quando quest'ultima scoprì i loro piani, fece arrestare Norfolk che fu condotto nella Torre di Londra.
Nell'agosto del 1570 Norfolk fu liberato dalla Torre e di lì a poco avrebbe preso parte a una cospirazione assai più pericolosa della precedente. Un banchiere italiano, Roberto Ridolfi, fece da intermediario tra il Duca di Norfolk e la regina Maria affinché i due si sposassero con l'aiuto delle potenze straniere; infatti, il suo piano prevedeva che il Duca d'Alba invadesse l'Inghilterra dai Paesi Bassi causando una sommossa dei cattolici inglesi, quindi, una volta catturata Elisabetta, Maria sarebbe salita sul trono insieme al suo nuovo consorte. Ma né Filippo di Spagna, né il Duca d'Alba avevano intenzione di aiutarlo, inoltre non era assicurata la sollevazione inglese. 
Elisabetta, messa in allerta dal Granduca di Toscana, che era facilmente venuto a conoscenza dei piani di Ridolfi, scoprì il complotto e fece arrestare i congiurati. Norfolk, arrestato il 7 settembre 1571, fu processato nel gennaio del 1572 e giustiziato il 2 giugno dello stesso anno. È sepolto nella Cappella Reale di St Peter ad Vincula, alla Torre di Londra.
Le terre e i titoli di Norfolk furono confiscati, anche se gran parte del patrimonio fu restituito ai suoi figli. Il titolo di Duca di Norfolk fu restaurato quattro generazioni dopo e fu assegnato a Thomas Howard, V duca di Norfolk.

## Discendenza
Lord Thomas Howard e la sua prima moglie Mary FitzAlan ebbero un figlio:
- Philip Howard, che più tardi sarebbe diventato il ventesimo conte di Arundel.

Dalle sue seconde nozze con Margaret Audley nacquero quattro figli, due maschi e due femmine:
- Thomas Howard, I conte di Suffolk;
- Lord William Howard, antenato dei conti di Carlisle;
- Elizabeth Howard[5];
- Margaret Howard[6].

## Ascendenza
|                                    |              |                                         | Genitori                                |  |  | Nonni |  |  | Bisnonni                          |  |  | Trisnonni                      |  |
|                                    |              |                                         |                                         |  |  |       |  |  | Thomas Howard, II duca di Norfolk |  |  | John Howard, I duca di Norfolk |  |
|                                    |              |                                         |                                         |  |  |       |  |  | Thomas Howard, II duca di Norfolk |  |  | John Howard, I duca di Norfolk |  |
|                                    |              | Catherine Moleyns                       |                                         |  |  |       |  |  | Thomas Howard, II duca di Norfolk |  |  |                                |  |
| Thomas Howard, III duca di Norfolk |              |                                         |                                         |  |  |       |  |  | Thomas Howard, II duca di Norfolk |  |  |                                |  |
|                                    |              | Elizabeth Tilney                        | Frederick Tilney                        |  |  |       |  |  |                                   |  |  |                                |  |
|                                    |              | Elizabeth Tilney                        | Frederick Tilney                        |  |  |       |  |  |                                   |  |  |                                |  |
|                                    |              | Elizabeth Tilney                        | Elizabeth Cheney                        |  |  |       |  |  |                                   |  |  |                                |  |
| Henry Howard, III conte di Surrey  |              | Elizabeth Tilney                        |                                         |  |  |       |  |  |                                   |  |  |                                |  |
|                                    |              | Edward Stafford, III duca di Buckingham | Henry Stafford, II duca di Buckingham   |  |  |       |  |  |                                   |  |  |                                |  |
|                                    |              | Edward Stafford, III duca di Buckingham | Henry Stafford, II duca di Buckingham   |  |  |       |  |  |                                   |  |  |                                |  |
|                                    |              | Edward Stafford, III duca di Buckingham | Catherine Woodville                     |  |  |       |  |  |                                   |  |  |                                |  |
| Elizabeth Stafford                 |              | Edward Stafford, III duca di Buckingham |                                         |  |  |       |  |  |                                   |  |  |                                |  |
|                                    |              | Eleanor Percy                           | Henry Percy, IV conte di Northumberland |  |  |       |  |  |                                   |  |  |                                |  |
|                                    |              | Eleanor Percy                           | Henry Percy, IV conte di Northumberland |  |  |       |  |  |                                   |  |  |                                |  |
|                                    |              | Eleanor Percy                           | Maud Herbert                            |  |  |       |  |  |                                   |  |  |                                |  |
| Thomas Howard, IV duca di Norfolk  |              | Eleanor Percy                           |                                         |  |  |       |  |  |                                   |  |  |                                |  |
|                                    | John de Vere | Robert de Vere                          |                                         |  |  |       |  |  |                                   |  |  |                                |  |
|                                    | John de Vere | Robert de Vere                          |                                         |  |  |       |  |  |                                   |  |  |                                |  |
|                                    | John de Vere | Joan Courtenay                          |                                         |  |  |       |  |  |                                   |  |  |                                |  |
| John de Vere, XV conte di Oxford   | John de Vere |                                         |                                         |  |  |       |  |  |                                   |  |  |                                |  |
|                                    |              | Alice Kilrington                        | Walter Kilrington                       |  |  |       |  |  |                                   |  |  |                                |  |
|                                    |              | Alice Kilrington                        | Walter Kilrington                       |  |  |       |  |  |                                   |  |  |                                |  |
|                                    |              | Alice Kilrington                        | Jane Tresithney                         |  |  |       |  |  |                                   |  |  |                                |  |
| Frances de Vere                    |              | Alice Kilrington                        |                                         |  |  |       |  |  |                                   |  |  |                                |  |
|                                    |              | Edward Trussel                          | William Trussell                        |  |  |       |  |  |                                   |  |  |                                |  |
|                                    |              | Edward Trussel                          | William Trussell                        |  |  |       |  |  |                                   |  |  |                                |  |
|                                    |              | Edward Trussel                          | Margaret Bridget Kyme                   |  |  |       |  |  |                                   |  |  |                                |  |
| Elizabeth Trussell                 |              | Edward Trussel                          |                                         |  |  |       |  |  |                                   |  |  |                                |  |
|                                    |              | Margaret Dun                            | John Donne                              |  |  |       |  |  |                                   |  |  |                                |  |
|                                    |              | Margaret Dun                            | John Donne                              |  |  |       |  |  |                                   |  |  |                                |  |
|                                    |              | Margaret Dun                            | Elizabeth Hastinges                     |  |  |       |  |  |                                   |  |  |                                |  |
|                                    |              | Margaret Dun                            |                                         |  |  |       |  |  |                                   |  |  |                                |  |

## Filmografia
- Elizabeth (1998)
- Elizabeth (2000) Film TV
- The Virgin Queen (2005) Miniserie TV